# John McPartland
John McPartland va néixer a Chicago (estat d'Illinois, Estats Units) el 13 d'abril de l'any 1911 i va morir el 14 de setembre del 1958 a Monterey (Califòrnia, Estats Units). Va ésser periodista i, durant els darrers anys de la seva vida, guionista a Hollywood.
És autor d'unes quantes novel·les plenes de fúria i de passió, amb un ús freqüent de la perspectiva del culpable o de la víctima, aguditzant la seva equidistància tant del suspens com de la Crime Psychology. Va oscil·lar entre l'atípica troballa poètica i una subordinació excessiva al crescendo de la trama. Així, per exemple, a la seva novel·la The Wild Party (1956), i en la seva darrera part, es desborda cap a l'extravagància, però abans obsequia el lector amb moments tan esplèndids com aquell en què el personatge anomenat Kicks passa els dits per les tecles mudes d'un piano sense cordes davant de l'amiga capaç de copsar la música impossible.

## Obra
- Sex in Our Changing World, -El sexe en el nostre món canviant-, (1949).
- Love Me Now, -Estima'm ara-, (1952).
- Big Red's Daughter,-La filla del Gran Roig-, (1953).
- The Face of Evil, -La cara del mal-, (1954).
- Affair in Tokyo, -Un afer a Tòquio-,(1954).
- Tokyo Doll, -Una nina de Tòquio-, (1954).
- The Wild Party, -La partida salvatge-, (1956)
- I'll See You in Hell, -Et veuré a l'infern-, (1956).
- Danger for Breakfast, -Perill per a esmorzar-, (1956).
- No Down Payment (1957).
- Ripe Fruit, -Fruita madura-, (1958)
- The Kingdom of Johnny Cool, -El regne de Johnny Cool-, (1959).
- Last Night for Love, -La darrera nit per a l'amor-, (1959).

## Adaptacions cinematogràfiques
- The Wild Party, -La partida salvatge- de Harry Horner (1956).
- No Down Payment, -estrenada a l'Estat espanyol com a "Más fuerte que la vida"- de Martin Ritt (1957).
- Johnny Cool, -estrenada com a "Johnny El Frío"- de William Asher (1963).